# Carbonissa
La Carbonissa és una fina substància en pols amb forma de carbó, que és creada per la trituració, molta, o polvorització del carbó. A causa de la naturalesa trencadissa del carbó, la pols de carbó pot ser creada durant l'excavació, el transport, o la manipulació mecànica del carbó.

## La pols de carbó en la generació d'energia
Per a ús en centrals tèrmiques, el carbó es mol en pols amb un dispositiu anomenat polvoritzador de carbó. El producte resultant, anomenat carbó en pols o carbó polvoritzat, s'usa a continuació generalment en una planta d'energia de combustibles fòssils de producció d'electricitat.

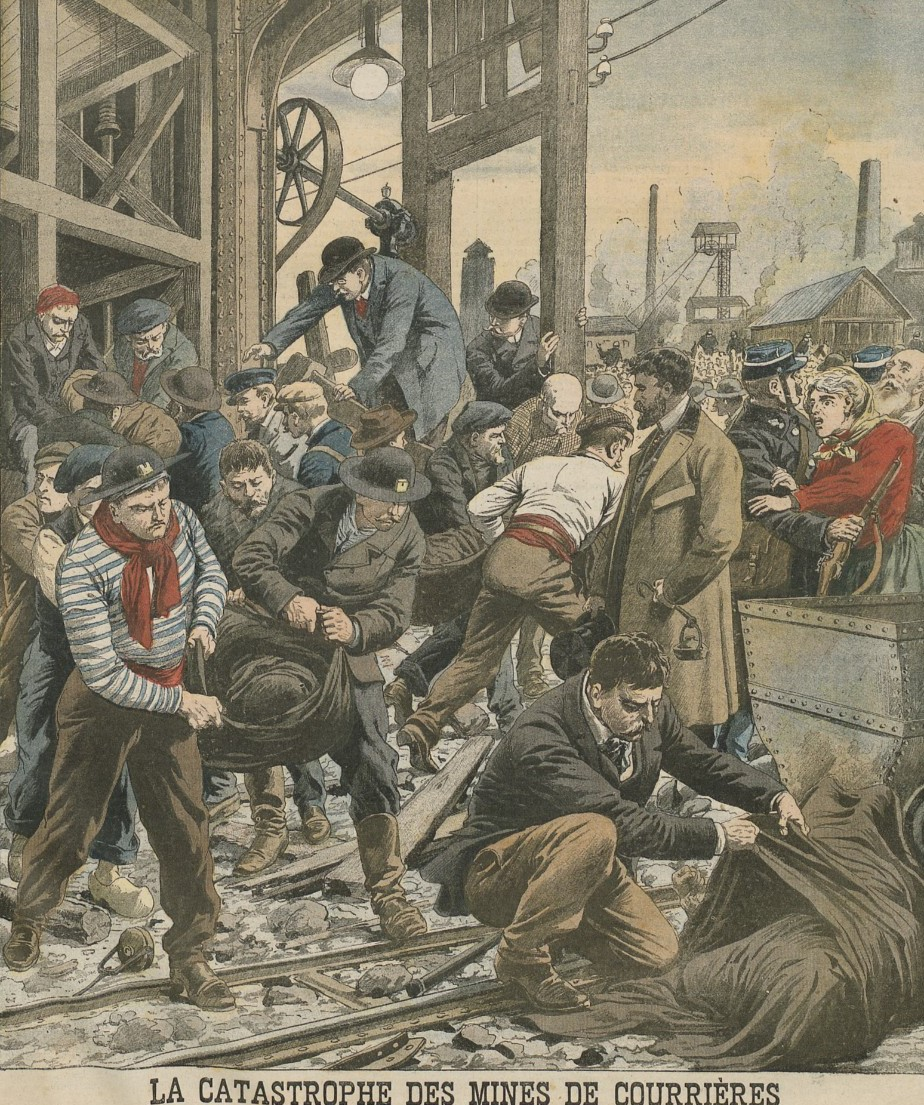
Il·lustració del Le Petit Journal del desastre miner per explosió de pols de la mina de Courrières

El carbó polvoritzat és un important factor de risc d'explosió de pols, ja que grans quantitats se suspenen en l'aire pel transport del lloc d'emmagatzematge a la planta d'energia. S'han produït explosions quan les gotes de flux i les flames a la cambra de combustió passen de nou al llarg de la xarxa de conductes de lliurament de combustible.